# Departamentul Rivas
Departamentul Rivas este una dintre cele 17  unități administrativ-teritoriale de gradul I  ale statului  Nicaragua. Are o populație de 156.283 locuitori (2005). Reședința sa este orașul Rivas.